# Sterling P. Strong
Sterling Price Strong (* 17. August 1862 bei Jefferson City, Missouri; † 28. März 1936 in Dallas, Texas) war ein US-amerikanischer Politiker. Zwischen 1933 und 1935 vertrat er den Bundesstaat Texas im US-Repräsentantenhaus.

## Werdegang
Im Jahr 1871 kam Sterling Strong mit seinen Eltern in das Montague County in Texas, wo er die öffentlichen Schulen besuchte. Zwischenzeitlich studierte er bis 1884 am Eastman’s National Business College in Poughkeepsie (New York). Zwischen 1884 und 1888 sowie nochmals von 1898 bis 1904 war Strong als County Clerk im Montague County tätig. Dazwischen war er 1889 Verwaltungsangestellter beim Senat von Texas; von 1889 bis 1892 fungierte er als Clerk im Hale County. Zwischen 1892 und 1898 sowie später von 1911 bis 1932 war er fahrender Händler. Außerdem war er zwischen 1908 und 1911 Angestellter bei der National Bank of Bowie.
Politisch schloss sich Strong der Demokratischen Partei an, deren Staatsvorstand in Texas er zwischen 1900 und 1902 angehörte. Im Jahr 1930 kandidierte er erfolglos für das Amt des Vizegouverneurs von Texas. Bei den Kongresswahlen des Jahres 1932 wurde er im neu eingerichteten 20. Wahlbezirk seines Staates in das US-Repräsentantenhaus in Washington, D.C. gewählt, wo er am 4. März 1933 sein neues Mandat antrat. Da er im Jahr 1934 von seiner Partei nicht zur Wiederwahl nominiert wurde, konnte er bis zum 3. Januar 1935 nur eine Legislaturperiode im Kongress absolvieren. Damals wurden dort die ersten der New-Deal-Gesetze der Bundesregierung unter Präsident Franklin D. Roosevelt verabschiedet.
Nach dem Ende seiner Zeit im US-Repräsentantenhaus zog sich Sterling Strong aus der Politik zurück. Er starb am 28. März 1936 in Dallas, wo er auch beigesetzt wurde.